# Fandango (Scarlatti)
Il Fandango in re minore è una composizione attribuita al compositore italiano Domenico Scarlatti e ritrovata nel 1984.

## Musica
Il fandango in re minore, indicato come "Fandango del Sig. Scarlate", venne ritrovato nel 1984 insieme ad altre sonate. L’opera, che non assomiglia a nessun'altra del compositore, appartiene alla tradizione del fandango spagnolo, già ripreso da Nebra, Boccherini (per un quintetto d’archi, G 448) e il celebre brano di Antonio Soler. Quello scarlattiano, più corto, mantiene la stessa tonalità (modo dorico) e la stessa sequenza di accordi (tonica, dominante, sottodominante). La composizione si conclude su una dominante, pertanto si è ipotizzato che il manoscritto sia incompleto.
Come è noto la musica tradizionale spagnola è (anche) modale e termina i brani per lo più sulla dominante (vedi il flamenco).
L’unico manoscritto databile alla fine del diciottesimo secolo venne scoperto da María del Rosario Álvarez nel 1984, ed oggi è conservato a Tenerife, nella collezione Zárate Cólogan, la quale conteneva anche una sonata in sol maggiore fino ad allora sconosciuta, pubblicata nel 1984 a Madrid e attribuita a Carlos de Seixas in un'altra fonte, Coimbra ms. 574.